# Adalgiso I de Spoleto
Adalgiso I (Adelgis o Adelchis, † después de 861) fue conde de Parma en la década de los 830, de Cremona después de 841, y después fue conde de Brescia. De acuerdo con algunas fuentes, sucedió a su (supuesto) hermano Moringo como duque de Spoleto en 824. Su principal área de interés territorial estuvo en las tierras ancestrales de su familia, la Emilia y la Lombardía oriental. 
Era el segundo hijo de Supo I de Spoleto, noble de origen franco epónimo de la familia nobiliaria italiana de los Supónidas. Adalgiso estuvo casado con una mujer no identificada, de cuyo matrimonio algunas fuentes (no hay de momento fuentes primarias que confirmen el parentesco) identifican cuatro descendientes:
- Supo II de Spoleto, que sucedió a su padre como duque de Spoleto
- Egfredo
- Ardingo
- Engelberga, esposa del emperador carolingio Luis II el Joven, que le concedió el señorío del Monasterio de San Salvador de Brescia en el año 868. Después de la muerte de su marido, fue encarcelada y desterrada de Italia a un convento en Alamania por el emperador Carlos III el Gordo, debido al apoyo prestado a su yerno, Bosón de Provenza rey de la Baja Borgoña, en su lucha contra el emperador. Fue perdonada y volvió a Italia en octubre del año 882 y en el año 896 era abadesa del Monasterio de San Sixto, en Plasencia (Piacenza, Emilia-Romaña), construido alrededor de un templo mandado edificar por ella misma en el 874.